# Генрик Дембінський
Генрик Дембінський, чи Генріх Дембінський (пол. Henryk Dembiński; 16 січня 1791 — 13 липня 1864) — польський генерал.
Брав участь у поході в 1812, проявив себе у Литві під час польського повстання (1830—1831), був одним з воєначальників в угорському повстанні (1848—1849).
Автор праць: «Memoires sur la campagne de Lithuania» (1832), «Denkwurd. uberd. Ungar. Krieg» (1849).